# Fortificações de Bagé
As Fortificações de Bagé localizavam-se na cidade de Bagé, no estado brasileiro do Rio Grande do Sul.

## História
No contexto da Guerra da Tríplice Aliança (1864-1870), a inspeção do Brigadeiro Ricardo Jardim (1867) encontrou em princípio de execução uma linha de quatorze obras destacadas (entrincheiramentos ?), defendendo a cidade e os seus arredores. Esse oficial do Exército Imperial aprovou estas obras, propondo que as mesmas fossem continuadas por entender que as mesmas tinham sido judiciosa e economicamente delineadas. Esse parecer foi ratificado uma década mais tarde, pelo Coronel Sebastião Chagas, quando da inspeção das fortificações da Província do Rio Grande do Sul, em Junho de 1877 (SOUZA, 1885:128-129).
GARRIDO (1940) complementa que, em 1921, dessas defesas só restavam ruínas (op. cit., p. 150).